# Lydella breviseria
Lydella breviseria là một loài ruồi trong họ Tachinidae.